# Matachín

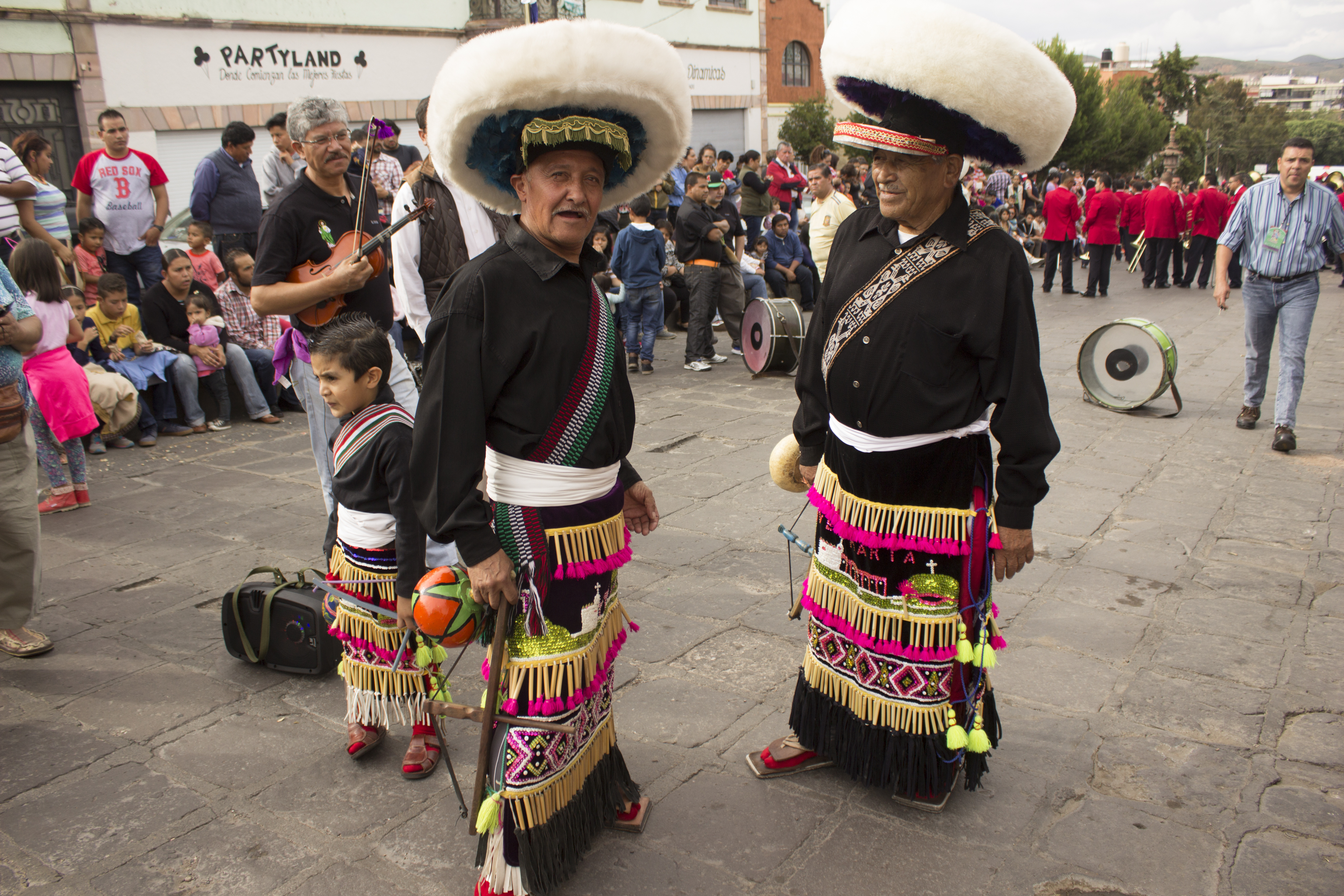
Matachines mexicanos.

Se llama matachín a una persona vestida de forma colorida con máscara y atuendos de diversos colores.
Se conoce como danza de los matachines a un baile semejante al que se hacía en la antigua Tracia. En ella, varios hombres armados con celadas y coseletes, desnudos de brazos y piernas y usando escudos y alfanjes saltaban y bailaban al son de las flautas. Al compás de la música daban fieros golpes que causaban temor al público y le hacían proferir gritos. Se tiraban golpes entre ellos simulando querer herir y matar, y así algunos caían en tierra como si estuvieran muertos, momento en que los vencedores les despojaban saliendo triunfadores entre aclamaciones.
De este estrago aparente de matarse unos a otros proviene el término matachín. La danza la menciona Pedro Gregorio Tolosano en su Syntaxi Artis Mirabilis.